# Петим
Пети́м — деревня в Гаринском городском округе Свердловской области России. Постоянного населения не имеет.

## Географическое положение
Деревня Петим расположена на правом берегу реки Анеп (приток Тавды), в 30 километрах (по дороге — в 35 километрах) к юго-востоку от районного центра — посёлка Гари, в 18 километрах к западу от села Андрюшино, в 133 километрах к северо-западу от села Таборы и в 303 километрах к северо-востоку от Екатеринбурга, в урочище Среднее Поле.
На противоположном берегу Анепа расположена деревня Нихвор.

## История
Деревня была основана в начале XX века, в ходе Столыпинской аграрной реформы, когда крестьянам было разрешено выходить из общины на хутора и отруба.
До революции административно-территориально принадлежала к Пелымской волости Туринского уезда Тобольской губернии. В советское время входила в состав Троицкого сельсовета Гаринского района.

## Население
| 2002 | 2010 |
| ---- | ---- |
| 8    | ↘0   |

По данным переписи 1926 года, в Петиме было 32 хозяйства, население — 162 человека (79 мужчин и 83 женщины).